# Parkway Drive
Parkway Drive é uma banda australiana de metal formada em 2002. A banda já lançou sete álbuns completos (Killing With A Smile, Horizons, Deep Blue, Atlas, Ire, Reverence e Darker Still), um EP, dois DVDs, um álbum split e o livro "Ten Years of Parkway Drive" (Dez Anos de Parkway Drive). É frequentemente apontada como um dos principais nomes do metal moderno.

## História

### Formação eKilling with a Smile
Parkway Drive foi formada no final de 2002. Seu nome vem da cidade natal da banda Byron Bay, New South Wales, onde o grupo ensaiava no porão da casa do baterista, o chamado "Parkway House". O nome "Parkway Drive" é o nome da rua da casa. Em uma entrevista o vocalista do grupo fala sobre o "Parkway House".
Winston McCall disse:
| “ | ... A casa em Parkway Drive onde começamos é muito famosa agora. A família do nosso baterista ainda é o dono do lugar e até hoje ainda nós ensaiamos lá antes de sair em turnê. É uma casa grande e a família aluga para outras bandas para poder ensaiar... É como um centro de música e é realmente um lugar bonito. É tão estranho, como ela se transformou em um ponto turístico... | ” |

Não muito tempo depois de sua descoberta inicial, eles lançaram um EP split com a banda de metalcore I Killed The Prom Queen, intitulado I Killed the Prom Queen / Parkway Drive: Split CD, em 2003. Parkway Drive também fez uma aparição no The Red Sea compilation What We've Built, precedido por seu EP, Don't Close Your Eyes. Depois do lançamento do primeiro EP, o baixista original Brett Versteeg se separou da banda e foi substituído por Shaun Cash.
O EP atraiu a atenção de vários produtores. Em maio de 2005, a banda embarca para os Estados Unidos para iniciar as gravações do primeiro CD. Curiosamente, o produtor era Adam Dutkiewicz, guitarrista da banda de metalcore Killswitch Engage, que já produziu para as bandas Unearth e Underoath. Desde o lançamento de Don't Close Your Eyes, Parkway Drive rapidamente acumulou uma base de fãs em toda a Austrália, eles se apoiaram em bandas internacionais, incluindo Hatebreed, In Flames, Chimaira, Shadows Fall, As I Lay Dying, Bleeding Through e Alexisonfire, e apresentações em festivais como Metal for the Brain 2005 e Australia's Hardcore 2005.
O álbum de estreia da banda Killing With A Smile, foi lançado primeiro na Austrália em agosto de 2005, desde então, vendeu mais de 30 000 cópias. Eles fizeram dezenas de shows para a divulgação do álbum, assim como uma aparição no "Gold Coast leg of the Big Day Out festival" em janeiro de 2006. Em junho de 2006, a banda assinou contrato com a Epitaph Records, que lançou Killing With A Smile nos Estados Unidos em agosto do mesmo ano.
No final de maio de 2006, o baixista Shaun Cash deixou a banda por razões pessoais, com total apoio do resto dos membros. A banda logo encontrou como substituto um amigo de longa data, Jia "Pie" O'Connor, que não sabia como tocar baixo no momento e teve três dias para aprender a tocar baixo. Agora permanente, ele tocou com a banda em sua primeira turnê internacional na Europa, nas datas posteriores e nos Estados Unidos. Em outubro de 2006, a banda foi covidada como o contingente australiano no "Rockstar Taste of Chaos", se apresentando ao lado de Anti-Flag, Underoath, Thursday, Senses Fail, Taking Back Sunday e Saosin. Durante novembro e dezembro de 2006, eles apareceram no Festival Homebake, Sound Fest, Resist Records' tour ', Soundwave Festival e Gravity G Festival, antes de voltar para a Europa.

### Horizons

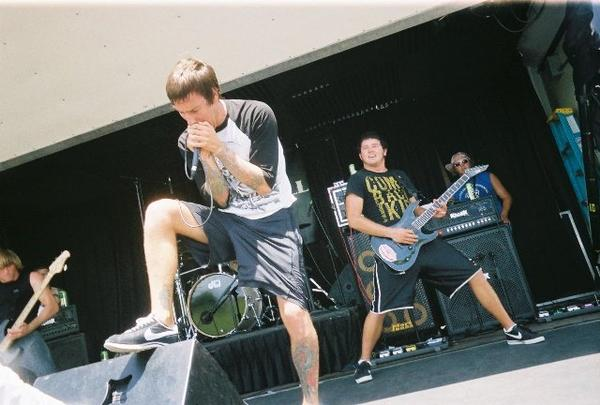
Parkway Drive se apresentanodo no Warped Tour em 2007.

Em 3 de março de 2007, duas novas canções foram lançadas "The Sirens' Song" e "Carrion". Ambas as canções, mais tarde, apareceram em Horizons. A banda foi colocada no projeto de lei dos Estados Unidos na Vans Warped Tour de 2007, como a única banda australiana da turnê. Em 15 de agosto, Winston McCall apareceu em uma entrevista no programa "short.fast.loud" na estação de rádio "Triple J" da Austrália em que ele antecipava uma faixa de Horizons, intitulada "Boneyards". Horizons foi lançado em 6 de outubro de 2007. O álbum foi geralmente aclamado pelos críticos e fãs, especialmente pela Blunt Magazine, que comentou “simplesmente detona desde o início”, e concedeu todas as dez estrelas da avaliação ao álbum; e pelo planet-loud.com, que sugeriu que seria "o ponto de referência para álbuns futuros do metal". Ele estreou no número seis no ARIA Charts. Após o lançamento de Horizons, a banda excursionou pelos Estados Unidos, Austrália e Europa com bandas como Killswitch Engage, Bury Your Dead, Darkest Hour e outras.
Em fevereiro e março de 2008, Parkway Drive uniu-se às bandas de Byron Bay e aos amigos do 50 Lions (liderada por Oscar McCall, irmão de Winston McCall) e do Word Up!, para completar o Surf Rats Tour na costa leste da Austrália. Este passeio consiste em viajar para cidades que não constam no circuito de turismo padrão, e foi fundamentado em torno de grandes pontos de surfe.
Em dezembro de 2008, Parkway Drive excursionou pela Austrália na Sweatfest Tour. Junto ao Parkway Drive estavam as bandas A Day To Remember, Suicide Silence, The Acacia Strain e Confession. Em 12 de dezembro de 2008, enquanto se apresentaram no UNSW Roundhouse, Parkway Drive anunciou que eles estavam filmando um DVD do show, que incluirá filmagens das apresentações e algumas canções de outras bandas em destaque no Sweat Fest Tour.
Em 18 de janeiro de 2009, Parkway Drive anunciou sua turnê pelos Estados Unidos, liderada junto às bandas Stick to Your Guns e Mychildren mybride. Entre 28 janeiro e 1º de fevereiro de 2009, Parkway Drive fez uma turnê no Japão com Shai Hulud e Crystal Lake. A banda australiana se apresentou no Bamboozle Lineup 2009 no "Giant's Stadium", e foram confirmados em 2009 no Download Festival. Em maio de 2009, Parkway Drive anuncia que vai lançar um DVD ao vivo e uma turnê australiana também foi anunciada, esta com as bandas August Burns Red e Architects como apoio.
Horizons é até hoje o seu melhor lançamento em vendas, com o álbum alcançando multi-platina na Europa.

### Deep Blue
Em 23 de março de 2010, Parkway Drive entrou em estúdio para começar a gravar seu terceiro álbum, Deep Blue, com o produtor Joe Barresi. De acordo com o vocalista Winston McCall, este era para ser o seu registro mais cru e mais pesado até hoje. De acordo com um blog, em postagem no Myspace em 1º de abril de 2010, eles tinham acabado de fazer o monitoramento da bateria para o álbum. De acordo com um blog, em publicação em 8 de abril de 2010, Parkway Drive estava na metade com guitarras ritmo, baixo e vocais para o novo álbum ainda sem título. Em 17 de abril de 2010, Parkway Drive anunciou oficialmente que terminou de gravar o próximo álbum, e acrescentou um estúdio diário em vídeo para o Myspace do grupo.
Em 26 de abril, o vocalista Winston McCall revelou em um vídeo-entrevista dois títulos de músicas novas: "Home Is For The Heartless" (feat. Brett Gurewitz do Bad Religion) e "Hollow" (feat. Marshall Lichtenwaldt de The Warriors ). Winston McCall afirmou na entrevista que a turnê européia que está por vir é a última turnê antes do lançamento do novo álbum, o que indica que o álbum deve chegar às lojas em algum momento antes do início da Vans Warped Tour. Durante a turnê de 2009 na Europa, os australianos revelam e tocam uma nova canção intitulada "Unrest", que estará em seu novo álbum.
Em 3 de maio, Parkway Drive postou uma nova atualização estúdio, incluindo um vídeo de seu tempo gravando com Joe Barresi. Mais tarde em maio, a arte de capa e a tracklist do novo álbum foram lançadas no site da All Music, revelando que o álbum foi intitulado "Deep Blue" e será lançado em 25 de junho na Austrália, em 28 de junho na Europa e no Reino Unido, e em 29 de Junho nos EUA. Em 13 de maio, Parkway Drive fez o upload de um vídeo, para revelar algumas partes das músicas de Deep Blue. Parkway Drive revelou a primeira música de Deep Blue, intitulada "Sleepwalker", através do Myspace em 18 de maio de 2010. No mesmo dia, Parkway Drive postou um vídeo para promover Never Say Die!, a turnê européia que co-liderou junto a Comeback Kid, Bleeding Through, Emmure e outros. A versão de estúdio da canção "Unrest" pôde ser ouvida ao fundo do vídeo.
Em 25 de junho, o Deep Blue foi lançado no Australian iTunes Store. Em quatro horas do lançamento do álbum, Deep Blue alcançou a segunda posição nas paradas de álbum do iTunes na Austrália, com o álbum Recovery de Eminem na primeira posição. Deep Blue foi lançado nos Estados Unidos e no Canadá em 29 de junho, agora o tornando disponível em todo o mundo. Depois da Warped Tour, a banda começou sua turnê australiana com The Devil Wears Prada, The Ghost Inside e 50 Lions.
Em setembro, o grupo foi indicado ao prêmio ARIA através de Deep Blue, na recém-criada categoria "Melhor Hard Rock, Heavy Metal categoria Álbum" e acabou vencendo. Foi o primeiro ARIA Award na história da banda.
Parkway Drive recebeu o "Australian Independent Record (AIR) Award" de "Best Independent Hard Rock ou Punk Album" em 2010 para Deep Blue.
Parkway Drive, em seguida, visitou Nova Zelândia e Austrália em dezembro para o primeiro ano do festival No Sleep Til, tocando com Megadeth, NOFX, Dropkick Murphys, A Day To Remember, GWAR, Atreyu, Descendents, Alkaline Trio, Frenzal Rhomb, Me First ,Suicide Silence, August Burns Red, Katatonia e 3 Inches of Blood. Via Facebook, Parkway Drive anunciou uma turnê norte-americana nos EUA para fevereiro-março de 2011, tocando com as bandas The Warriors, The Ghost Inside e Set Your Goals.
Em dezembro de 2010, eles lançaram um cover de "Do What You Want" do Bad Religion, no split 7" This is Australia com as bandas australianas 50 Lions, No Apologies e Blkout intitulado. O 7" foi lançado pelo bom amigo do No Apologies, o vocalista Pete 'gajo' Abordi, no próprio Gajo Records Abordi. O objetivo era uma música por participante, cada uma tocando um cover de bandas de hardcore australianas de destaque, com cada música a ter menos de um minuto de duração.
Em 2011, Winston McCall foi destaque na música "Pânic" do grupo The Warriors, de seu álbum See How You Are. Nesse mesmo ano, ele foi destaque na faixa "Time Is Money" da banda You Me At Six, de seu álbum Sinners Never Sleep.
Foi anunciado no início de 2011 que Parkway Drive iria se apresentar no Festival Sonisphere em Imola na Itália em 25 de julho; e em Knebworth no Reino Unido no dia 10 de julho. Parkway Drive embarcou em outra turnê australiana em maio de 2011, The Mix N 'Mash Tour, com o apoio de Miss May I, The Wonder Years, Confession e mais uma banda de apoio local de cada cidade. Durante a etapa de Melbourne The Mix N 'Mash Tour, o vocalista Winston McCall disse à platéia que sua turnê australiana atual seria o seu único local de visita para 2011. Ele mencionou que eles iriam dar um tempo nas turnês para trabalhar em um novo álbum, mas não especificou quando. No entanto a banda esteve em turnê no Reino Unido em abril e maio de 2012, com o apoio da The Ghost Inside.

### Atlas

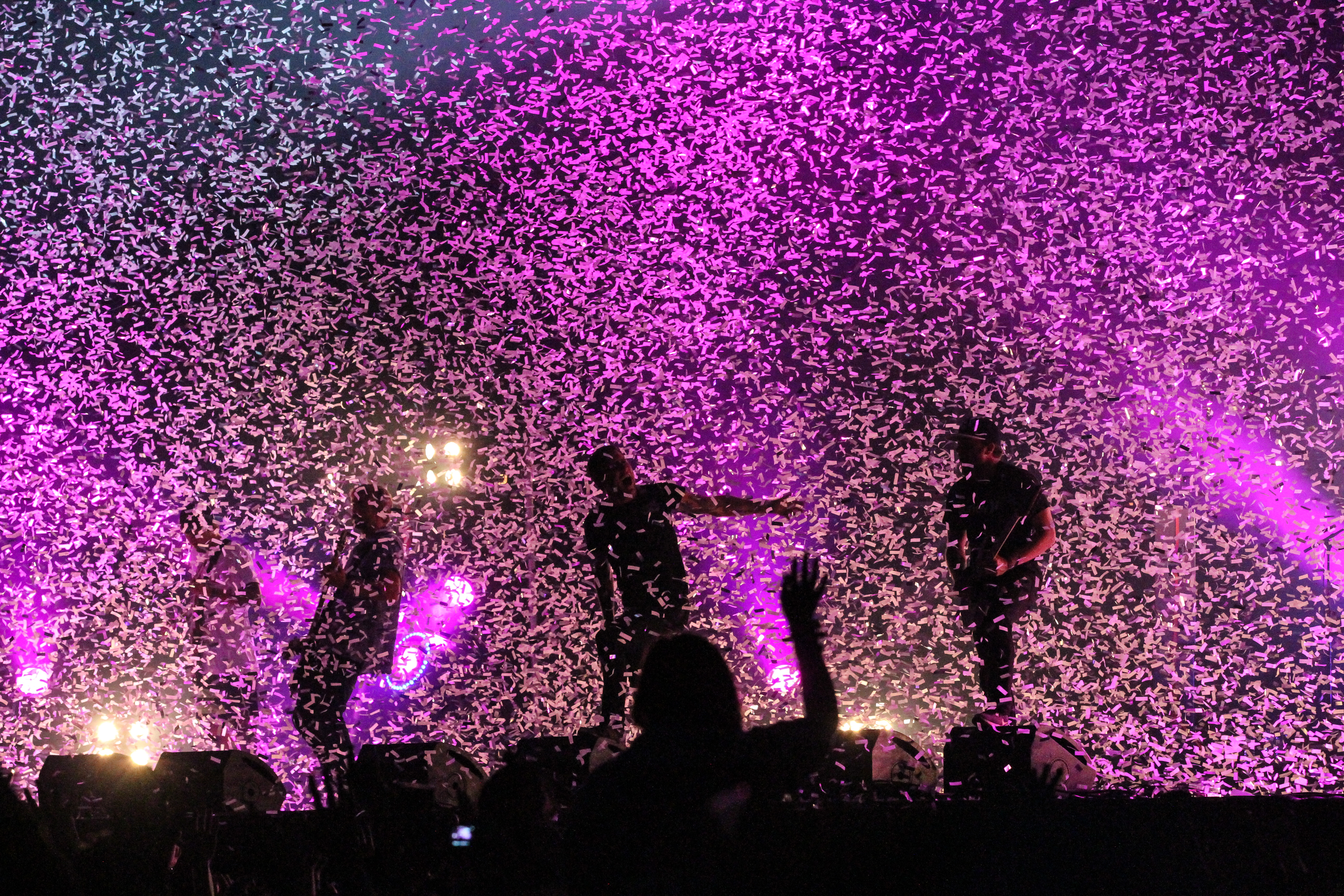
Parkway Drive se apresentando em 2013.

Em entrevista ao NME, Winston McCall falou brevemente sobre o quarto álbum de estúdio. Winston disse: "Temos ideias para essa gravação que são maiores do que qualquer coisa que tenhamos feito no passado. Estamos tentando escrever, mas nós queremos entrar em estúdio mais cedo ou mais tarde.”
O cantor também comentou sobre a condição do guitarrista da banda Luke 'Pig' Kilpatrick. O guitarrista teve que tocar com a banda em cadeira de rodas depois de um acidente de surfe, mas Winston McCall disse que ele estava melhorando e seu pé ficaria bom para a próxima turnê.
Em uma entrevista com o guitarrista Luke "Pig" Kilpatrick, a agenda para uma iminente turnê no final de 2011 e início de 2012 foi discutida, juntamente com mais informações sobre um novo álbum e um novo DVD. Luke revelou que a banda tem como objetivo lançar um DVD no início de 2012. Ele também comentou que a banda espera gravar um novo álbum em meados de 2012, com previsão de liberá-lo até o final de 2012.
Em 10 de abril, Parkway Drive lançou um trailer de seu novo Blu-ray/DVD intitulado Home Is For The Heartless, com data de lançamento definida para 6 de julho.
Em uma entrevista para a Reviewed Music, Winston McCall afirmou que o "Parkway Drive vai entrar no estúdio após a turnê do Reino Unido/Europa para começar a gravar seu quarto álbum". O grupo australiano anunciou via Instagram que começa oficialmente a gravar seu novo álbum em 20 de junho em Los Angeles, e que atualizações de estúdio também serão feitas via instagram. O álbum foi lançado no final de outubro de 2012 com a gravadora Epitaph Records. Eles gravaram com Matt Hyde (Sum 41, Slayer, Hatebreed).

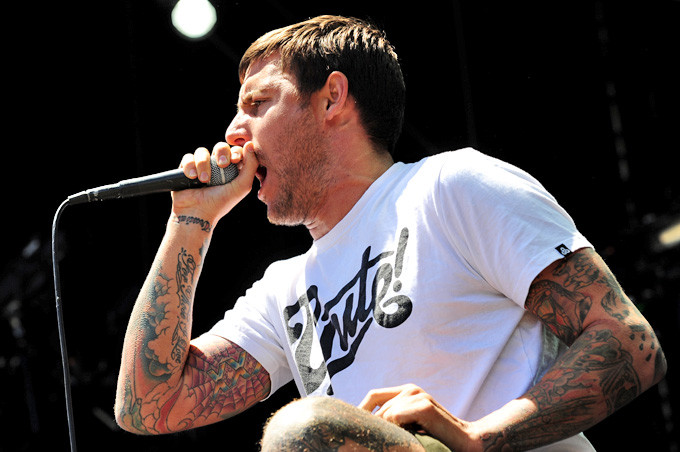
Winston McCall se apresentando em 2012.

Em uma entrevista da banda, o vocalista Winston McCall declarou ao TorrentThis que o quarto álbum vai ser "mais sombrio e mais pesado do que qualquer coisa", também afirmando que as novas coisas que eles tentaram em seu bem-sucedido álbum de 2010 de forma significativa o Deep Blue, que trabalhou para a banda e que eles estão continuando com suas novas ideias. McCall também afirmou que este próximo álbum será “ainda soa como Parkway Drive”. Lançamento do DVD recente e bem-sucedida do Parkway Drive, intitulado "Home Is For The Heartless" estreou como número 1 nas paradas ARIA e foi premiado com ouro.
Em 15 de agosto, Parkway Drive anunciou via Short. fast.loud seu novo álbum intitulado Atlas, com uma turnê australiana em dezembro, contando com o apoio de I Killed The Prom Queen, Northlane e Survival. Eles excursionaram pela Europa em novembro e dezembro com Structures, The Word Alive e Emmure.
Em 8 de setembro, uma nova canção intitulada "Dark Days" vazou na Internet. Esta foi disponibilizada para compra no amazon.com no dia 11 de setembro e na iTunes Store australiana em 12 de setembro, sendo a primeira música lançada do álbum Atlas. A Epitaph Records lançou o vídeo oficial da música "Dark Days".
Em 16 de outubro, a banda postou uma outra canção do álbum no YouTube e compartilhou-a através do Facebook e do Twitter. A nova música é intitulada Old Ghost / New Regrets. A banda tocou essa música inúmeras vezes em sua última turnê, mas no momento estava sem título.
Atlas foi lançado mundialmente em 30 de outubro de 2012. Em 13 de maio a Epitaph Records lançou o vídeo oficial da música "Wild Eyes".
Em 17 de junho de 2013, Parkway Drive foi confirmados na Vans Warped Tour do Reino Unido no Alexandra Palace em 16 de novembro de 2013, e foi confirmado no Australian Warped Tour com The Offspring e Simple Plan.
Em setembro de 2013, Parkway lançou seu primeiro livro, "Ten Years of Parkway Drive", falando de seus 10 anos de caminhada pela Austrália e pelo mundo. O livro contém fotos inéditas do Parkway Drive durante os 10 anos de existência da banda, e muito mais sobre a vida e história de Parkway Drive, algo semelhante ao seu primeiro DVD em 2009.

### Ire (2014–2016)
Em 2014 Parkway Drive participou da Vans Warped Tour no palco principal. Parkway Drive anunciou em 11 de abril de 2014 em seu Instagram que estão trabalhando em um novo álbum. Em 4 de junho de 2015, Parkway Drive divulgou o teaser do seu próximo álbum. Mais tarde no mesmo dia, a capa do álbum foi lançada online. Um novo single do vindouro álbum, intitulado "Vice Grip" foi lançado ao público no dia 8 de junho de 2015. O lançamento de Ire ocorreu no dia 25 de setembro de 2015.  Em 20 de junho, "Vice Grip" chegou ao número 88 no Australian singles chart, tornando-se o segundo single da banda ao entrar na lista após "Dark Days", que chegou ao número 71 em setembro de 2012.

### ReverenceeViva The Underdogs(2017-presente)
Em maio de 2017, a banda anunciou que estava trabalhando em um novo álbum. O lançamento do álbum era esperado para 2018. No dia 27 de fevereiro de 2018, a banda lança "Wishing Wells" o primeiro single de seu sexto álbum. Em 13 de março de 2018, a banda anuncia que seu sexto álbum de estúdio, intitulado Reverence, será lançado em 4 de maio de 2018. O segundo single, intitulado "The Void" foi lançado juntamente a este anúncio. O terceiro single, intitulado "Prey" foi lançado em 24 de abril de 2018.
Seguindo o lançamento de Reverence, a banda anunciou uma turnê norte americana ao lado das bandas August Burns Red e The Devil Wears Prada, que teve início em 30 de agosto em San Diego na Califórnia, e foi finalizada em 23 de setembro em Hollywood na Califórnia.
Reverence foi a terceira nomeação e a segunda vitória da banda no ARIA Award, na categoria de Melhor Álbum de Hard Rock/Heavy Metal.[carece de fontes?]
Em 6 de novembro de 2019, a banda anunciou que seu novo filme-documentário, Viva The underdogs, seria exibido em cinemas aos redor do mundo apenas no dia 22 de janeiro de 2020. O documentário detalha o crescimento da banda, desde os dias de hardcore em Byron Bay, em 2003, até a apresentação da banda como atração principal do UK Festival em 2019.[carece de fontes?]
Em 23 de janeiro de 2020, a banda anunciou as faixas de Viva The Underdogs, que contém gravações ao vivo de sua apresentação como atração principal no Wacken Open Air 2019, e três músicas regravadas com Winston McCall cantando em alemão.[carece de fontes?]

## Apresentações no Brasil
O Parkway Drive chegou ao Brasil pela primeira vez em novembro de 2011, com apresentação no dia 13 em São Paulo e no dia 14 em Curitiba na casa de shows "Carioca Club" e "Music Hall", eram os primeiro shows da banda na America do Sul. Os membros da banda foram simples e gentis mostraram um exemplo de humildade com os fãs. A euforia dos fãs foi tanta que o vocalista Winston McCall e o baterista Ben Gordon se jogaram na plateia sobre um prancha de bodyboard e foram carregado pelos fãs. O DVD da banda "Home Is for the Heartless" mostra trecho do show do Parkway Drive em São Paulo.
A segunda vez que o Parkway Drive veio ao Brasil foi com a banda Heaven Shall Burn em fevereiro de 2014, com shows em três cidades: no dia 7 em Curitiba no "Music Hall", no dia dia 8 em São Paulo no "Carioca Club" e no dia 9 no Rio de Janeiro no "Teatro Odisséia".

## Estilo e influências
O gênero da banda é definido como metalcore. O som da banda é composto por vocais death growls, screaming e breakdowns do hardcore, eles fazem parte de uma minoria das bandas de metalcore que não utilizam vocais limpos em sua música. Influências da banda incluem In Flames, Unearth, Evergreen Terrace, Bleeding Through, Killswitch Engage, Rage Against the Machine, Faith no More, Metallica, Slayer, Iron Maiden, Bad Religion, Pennywise, The Offspring e Hatebreed. O vocalista do Parkway Drive, Winston, tem um irmão mais novo que também é vocalista de uma banda de hardcore, o grupo 50 Lions.

## Integrantes
| Membros atuais - Winston McCall – vocalista (2002-presente) - Jeff Ling – guitarrista (2002-presente) - Luke Kilpatrick – guitarrista (2002-presente) - Jia O'Connor – baixista (2006-presente) - Ben Gordon – baterista (2002-presente) | Ex-membros - Shaun Cash - baixista (2004-2006) - Brett Versteeg - baixista, vocal limpo (2002-2004) |

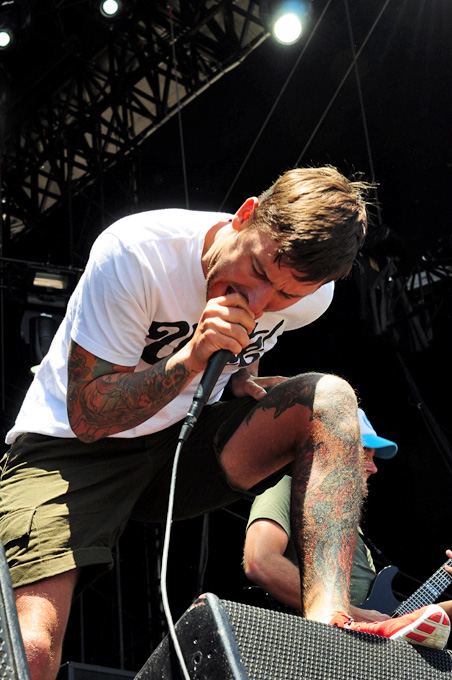
Vocalista Winston McCall
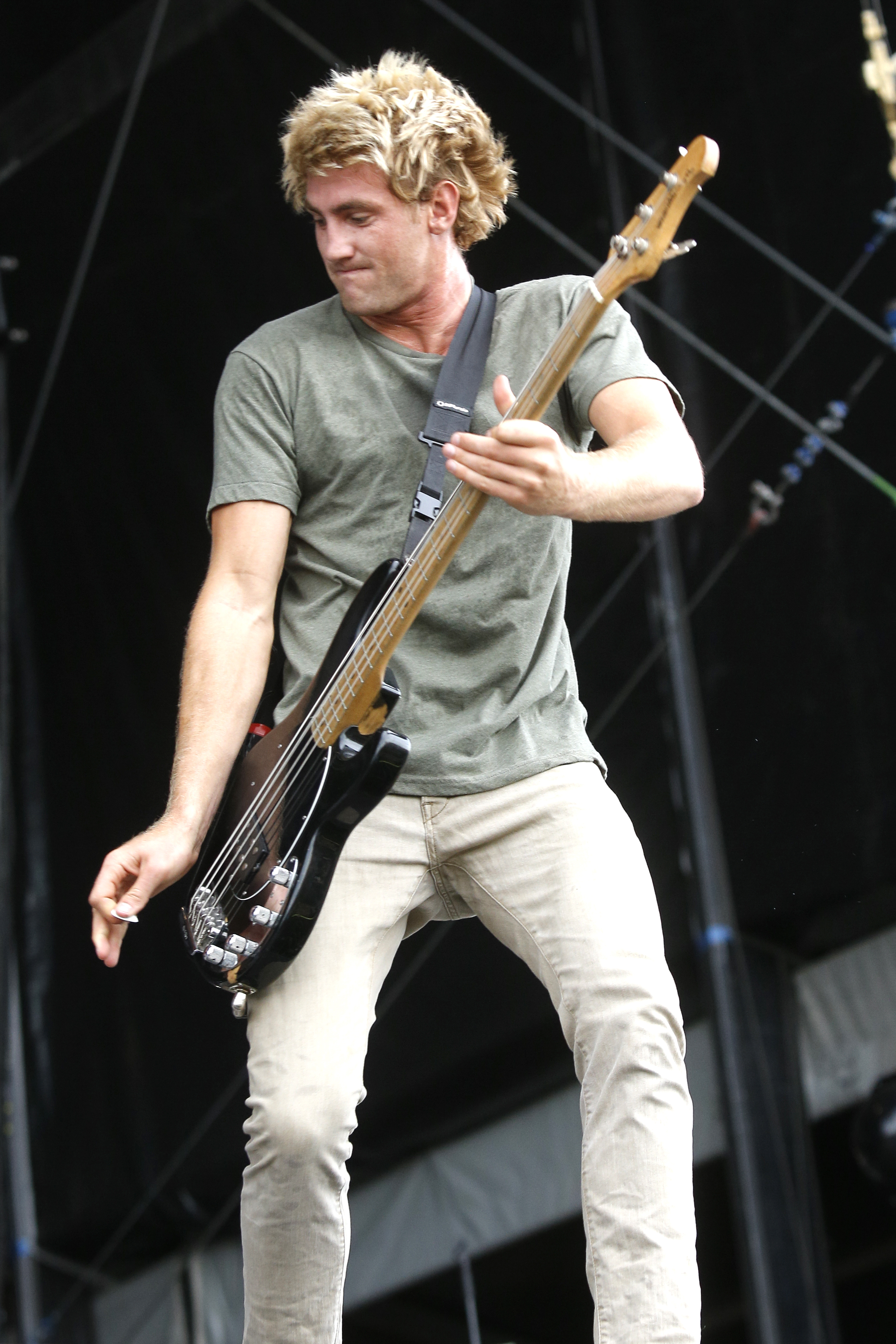
Baixista Jia O'Connor em 2013
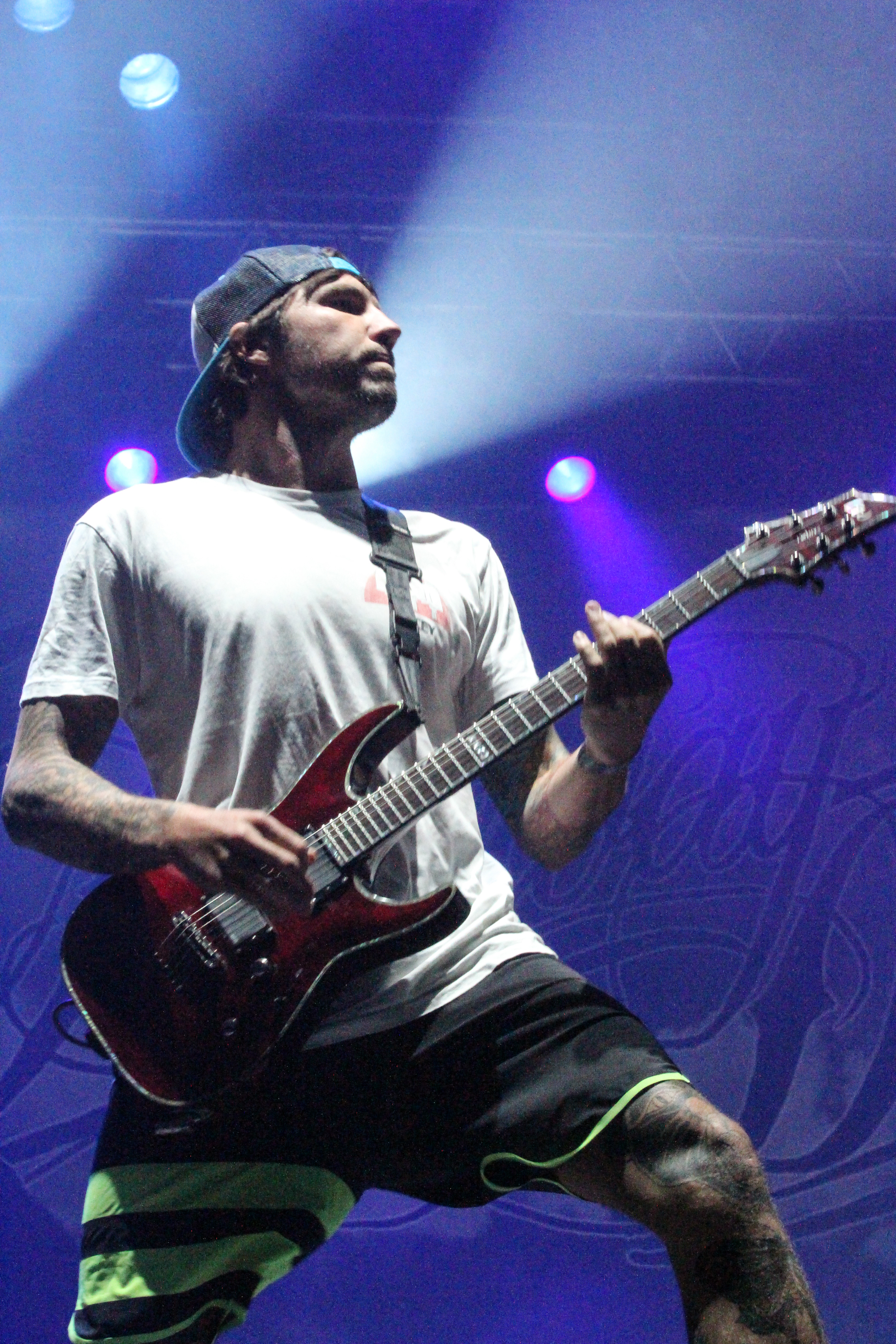
Guitarrista Luke Kilpatrick em 2013
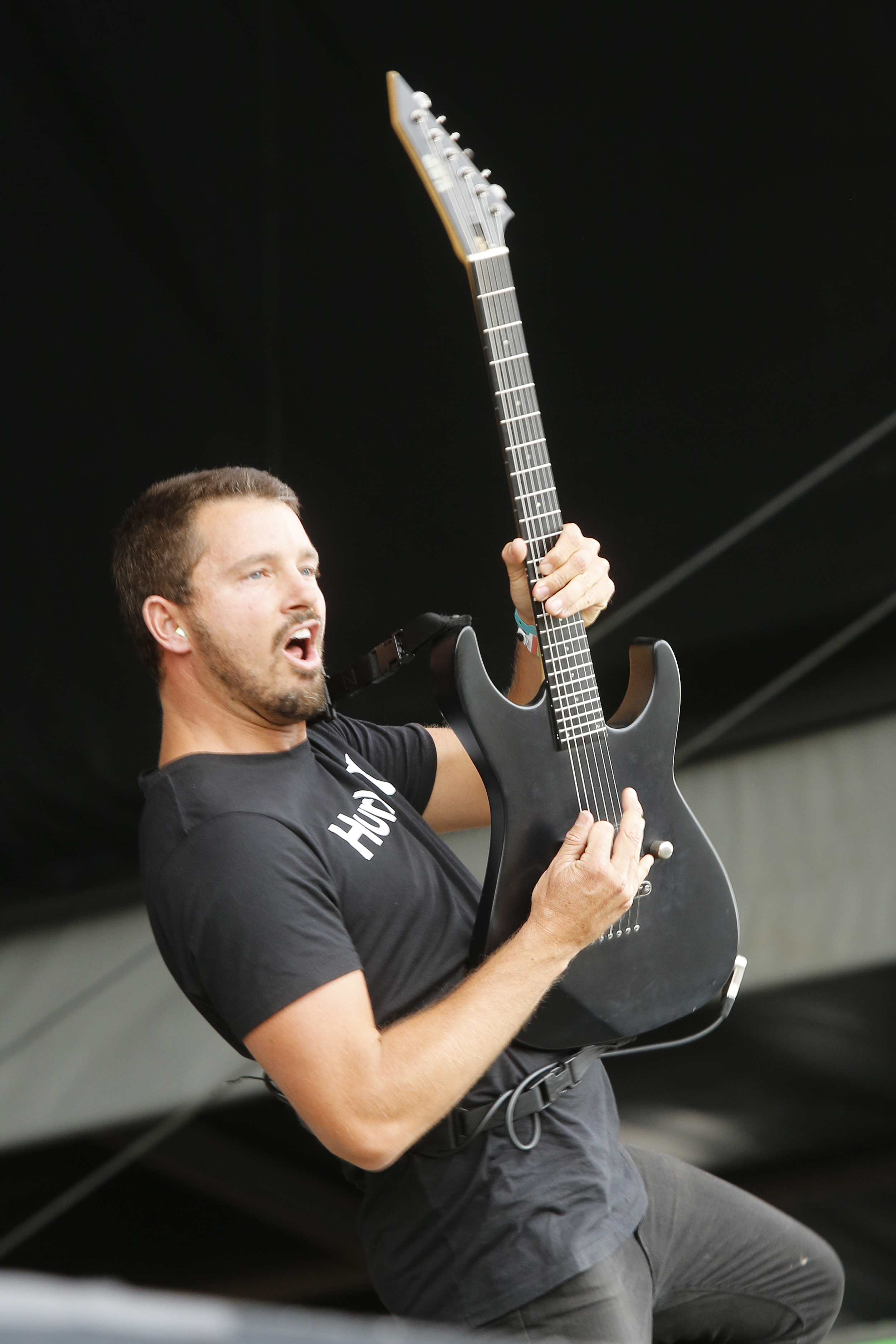
Guitarrista Jeff Ling em 2013
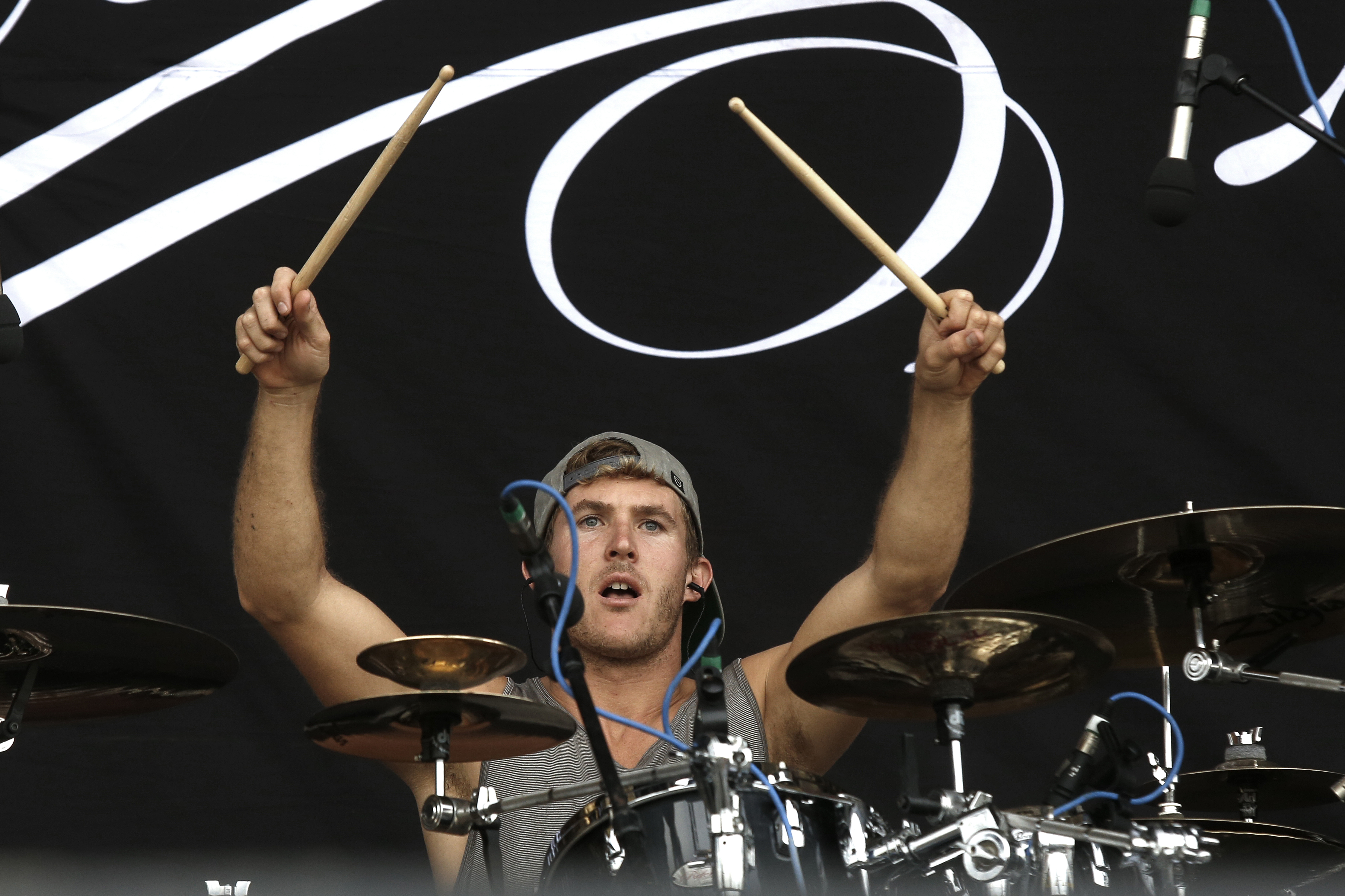
Baterista Ben Gordon em 2013

## Discografia
Álbuns de estúdio
| Ano                                       | Detalhes do álbum                                                 | Posições | Posições | Posições | Posições | Posições | Posições | Posições | Certificados |
| Ano                                       | Detalhes do álbum                                                 | AUS      | NZ       | US       | GER      | AUT      | SWI      | UK       | Certificados |
| ----------------------------------------- | ----------------------------------------------------------------- | -------- | -------- | -------- | -------- | -------- | -------- | -------- | ------------ |
| 2005                                      | Killing With A Smile - Gravadora: Epitaph/Resist Records          | 39       | —        | —        | —        | —        | —        | —        |              |
| 2007                                      | Horizons - Gravadora: Epitaph/Resist Records                      | 6        | —        | —        | —        | —        | —        | —        |              |
| 2010                                      | Deep Blue - Gravadora: Epitaph/Resist Records                     | 2        | 21       | 39       | 46       | 68       | 84       | —        | - AUS: Ouro  |
| 2012                                      | Atlas - Gravadora: Epitaph/Resist Records                         | 3        | 12       | 32       | 22       | 33       | 57       | 48       | - AUS: Ouro  |
| 2015                                      | Ire - Gravadora: Epitaph/Resist Records                           |          |          |          |          |          |          |          |              |
| 2018                                      | Reverence - 4 de maio de 2018 - Gravadora: Epitaph/Resist Records | 1        | 34       | 35       | 3        | 6        | 3        | 14       |              |
| "—" denotes a release that did not chart. |                                                                   |          |          |          |          |          |          |          |              |

| EP - I Killed the Prom Queen / Parkway Drive: Split CD (2003, Final Prayer Records) - Don't Close Your Eyes (EP) (2004 / re-lançado em 2006, Resist Records) | DVDs/Blu-rays - Parkway Drive: The DVD (2009, Epitaph Records) *somente no DVD - Home Is for the Heartless (2012, Epitaph Records) |

Outras músicas
- "Do What You Want" (Bad Religion cover) - This Is Australia (2010, Bloke Records)

## Videografia
- "Smoke 'Em If Ya Got 'Em" - Killing with a Smile (2005)
- "Boneyards" - Horizons (2007)
- "Sleepwalker" - Deep Blue (2010)
- "Karma" - Deep Blue (2011)
- "Unrest" - Deep Blue (2011)
- "Dark Days" - Atlas (2012)
- "Wild Eyes" - Atlas (2013)
- "Vice Grip" - Ire (2015)
- "Crushed" - Ire (2015)